# The Lush Years
The Lush Years – kompilacyjny album piosenkarza Deana Martina składający się z utworów nagranych przez niego dla Capitol Records, wydany 11 października 1965 roku przez wydawnictwo Tower Records. 

## Utwory
| Nr | Tytuł                                | Długość |
| A1 | Love Me, My Love                     | 2:48    |
| A2 | Be An Angel                          | 2:49    |
| A3 | Off Again, On Again                  | 2:25    |
| A4 | Where Can I Go Without You?          | 3:02    |
| A5 | Hear My Heart                        | 2:56    |
| B1 | I Never Had A Chance                 | 2:30    |
| B2 | Rio Bravo                            | 2:59    |
| B3 | Love Is A Career                     | 2:12    |
| B4 | The Story Of Life (All This Is Mine) | 3:17    |
| B5 | It Takes So Long                     | 2:15    |